# Liste des districts en Afghanistan

Districts de l'Afghanistan.

Les provinces d'Afghanistan sont divisés en Wolaswalei (Pashto: ولسوالۍ)  ou districts.
Le nombre de districts en Afghanistan a fluctué au fil des ans, avec de nouveaux districts créés par scission ou fusion des parties des autres districts.
Avant 1979, il y avait 325 districts. Ce nombre a été porté à 329 et, en 2004, une réorganisation a conduit à augmenter le nombre à 397.
 
En juin 2005, le ministère de l'Intérieur afghan a reconnu 398 districts, répartis entre les 34 provinces. Ce nombre est appelé à évoluer avec plus de réorganisation administrative.
Les districts sont énumérés ci-dessous, par province:

## Nord de l'Afghanistan

### Nord-Est afghan

#### Province deBadakhchan

Districts de Badakhchan.

- Arghanj Khwa - anciennement partie de Fayzabad
- Argo - anciennement partie du district de Fayzabad
- Baharak
- Darayim - anciennement partie du district de Fayzabad
- Darwaz
- Darwazi Bala - anciennement partie du district de Darwaz
- Fayzabad
- Ishkashim
- Jurm
- Khash - anciennement partie du district de Jurm
- Khwahan
- Kishim
- Kohistan - anciennement partie du district de Baharak
- Kuf Ab - anciennement partie du  district de Khwahan
- Kuran Wa Munjan
- Ragh
- Shahri Buzurg
- Shighnan
- Shiki - anciennement partie du district de Fayzabad
- Shuhada - anciennement partie du  district de Baharak
- Tagab - anciennement partie du district de Fayzabad
- Tishkan - anciennement partie du district de Kishim
- Wakhan
- Wurduj - anciennement partie du district de Baharak
- Yaftali Sufla - anciennement partie du district de Fayzabad
- Yamgan - anciennement partie du district de Baharak
- Yawan - anciennement partie du district de Ragh
- Zebak

#### Province deBaghlân
- Andarab

Districts de Baghlân.

- Baghlân - créé à partir du district de Baghlani Jadid
- Baghlani Jadid
- Burka
- Dahana i Ghuri
- Dih Salah - anciennement partie du district de Andarab
- Duchi
- Farang wa Gharu - anciennement partie du district de Khost Wa Fereng
- Guzargahi Nur - anciennement partie du district de Khost Wa Fereng
- Khinjan
- Khost wa Fereng
- Khwaja Hijran - anciennement partie du district de Andarab
- Nahrin
- Puli Hisar - anciennement partie du district de Andarab
- Puli Khumri
- Tala Wa Barfak

#### Province deKondôz

Districts de Kondôz.

- Ali Abad
- Archi
- Chahar Dara
- Imam Sahib
- Khan Abad
- Kunduz
- Qalay-I-Zal

#### Province deTakhâr

Districts de Takhâr.

- Baharak - anciennement partie du district de Taluqan
- Bangi
- Chahab
- Chal
- Darqad
- Dashti Qala - anciennement partie du  district de Khwaja Ghar
- Farkhar
- Hazar Sumuch - anciennement partie du district de Taluqan
- Ishkamish
- Kalafgan
- Khwaja Baha Wuddin - anciennement partie du district de Yangi Qala
- Khwaja Ghar
- Namak Ab - anciennement partie du district de Taluqan
- Rustaq
- Taluqan
- Warsaj
- Yangi Qala

### Nord-Ouest afghan

#### Province deBalkh
- Balkh
- Chahar Bolak
- Chahar Kint
- Chimtal
- Dawlatabad
- Dihdadi
- Kaldar
- Khulmi
- Kishindih
- Marmul
- Mazar-e Sharif
- Nahri Shahi
- Sholgara
- Shortepa

Districts de Balkh.

- Zari - anciennement partie du district de Kishindih

#### Province deFâryâb
- Almar
- Andkhoy
- Bilchiragh
- Dawlat Abad

Districts de Faryab.

- Gurziwan - anciennement partie du district de Bilchiragh
- Khani Chahar Bagh
- Khwaja Sabz Posh
- Kohistan
- Maymana
- Pashtun Kot
- Qaramqol
- Qaysar
- Qurghan - anciennement partie du district de Andkhoy
- Shirin Tagab

#### Province deDjôzdjân
- Aqcha
- Darzab
- Fayzabad
- Khamyab

Districts de Djôzdjân.

- Khaniqa - anciennement partie du district de Aqcha
- Khwaja Du Koh
- Mardyan
- Mingajik
- Qarqin
- Qush Tepa - anciennement partie du district de Shibirghan
- Shibirghan

#### Province deSamangân
- Aybak

Districts de Samangân.

- Dara-I-Sufi Balla - anciennement partie du district de Dara-I-Suf
- Dara-I-Sufi Payan - anciennement partie du district de Dara-I-Suf
- Feroz Nakhchir - anciennement partie du district de Khulmi et de la province de Balkh Province
- Hazrati Sultan
- Khuram Wa Sarbagh
- Ruyi Du Ab

#### Province deSar-é Pol
- Balkhab

Districts de Sar-é Pol.

- Gosfandi - anciennement partie du district de Sayyad
- Kohistanat
- Sangcharak
- Sari Pul
- Sayyad
- Sozma Qala

## Centre de l'Afghanistan

### Centre-Est afghan

#### Province deKounar
- Asadabad
- Bar Kunar
- Chapa Dara
- Chawkay
- Dangam
- Dara-I-Pech

Districts de Kounar.

- Ghaziabad - anciennement partie du district de Nurgal
- Khas Kunar
- Marawara
- Narang Wa Badil
- Nari
- Nurgal
- Shaygal Aw Shiltan - anciennement partie du district de Chapa Dara
- Sirkanay
- Wata Pur - anciennement partie du district de Asadabad

#### Province deLaghmân

Districts de Laghmân.

- Alingar
- Alishing
- Dawlat Shah
- Mihtarlam
- Qarghayi

#### Province deNangarhâr
- Achin
- Bati Kot

Districts de Nangarhâr.

- Bihsud - anciennement partie du district de Jalalabad
- Chaparhar
- Dara-I-Nur
- Dih Bala
- Dur Baba
- Goshta
- Hisarak
- Jalalabad
- Kama
- Khogyani
- Kot - anciennement partie du district de Rodat
- Kuz Kunar
- Lal Pur
- Muhmand Dara
- Nazyan
- Pachir Wa Agam
- Rodat
- Sherzad
- Shinwar
- Surkh Rod

#### Province deNourestân
- Bargi Matal

Districts de Nourestân.

- Du Ab - anciennement partie du district de Kamdesh
- Kamdesh
- Mandol
- Nurgaram - anciennement partie du district de Kamdesh
- Paroon
- Wama
- Waygal

### Centre afghan

#### Province deKaboul
- Bagrami
- Chahar Asyab
- Deh Sabz

Districts de Kaboul.

- Farza - anciennement partie du district de Mir Bacha Kot
- Guldara
- Istalif
- Kabul
- Kalakan
- Khaki Jabbar
- Mir Bacha Kot
- Mussahi
- Paghman
- Qarabagh
- Shakardara
- Surobi

#### Province deKâpîssâ
- Alasay

Districts de Kâpîssâ.

- Hesa Awal Kohistan - anciennement partie du district de Kohistan
- Hesa Duwum Kohistan - anciennement partie du district de Kohistan
- Koh Band
- Mahmud Raqi
- Nijrab
- Tagab

#### Province deLôgar

Districts de Lôgar.

- Azra - anciennement partie de la province de Paktia
- Baraki Barak
- Charkh
- Kharwar - anciennement partie du district de Charkh
- Khoshi
- Mohammad Agha
- Pul-i-Alam

#### Province dePandjchir

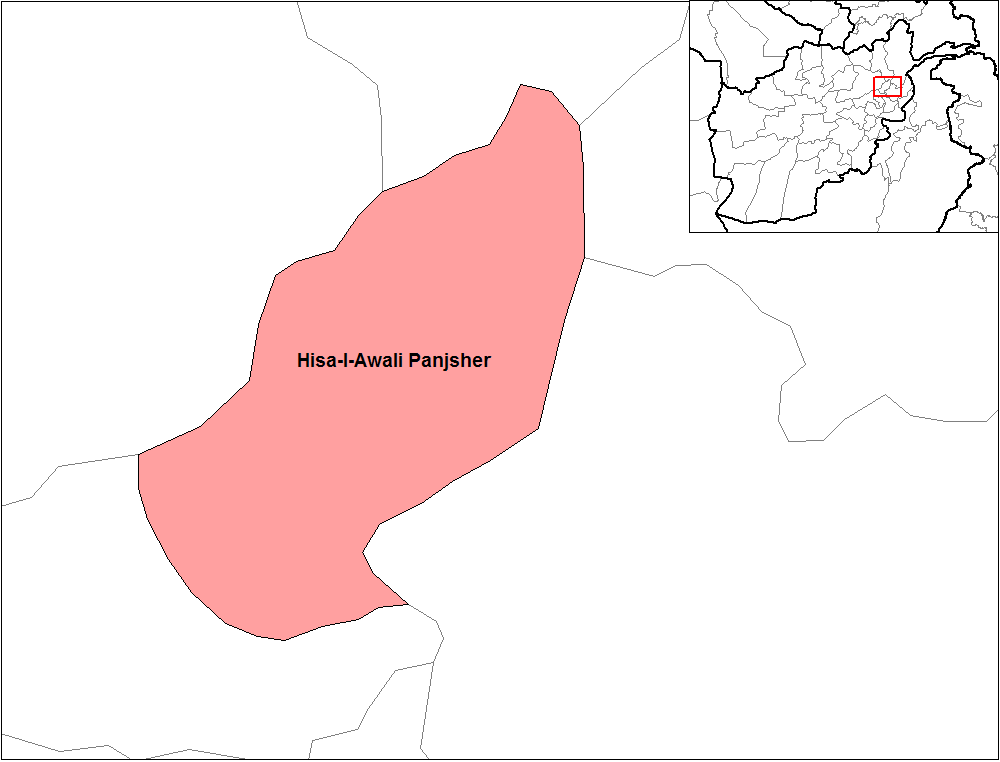
District de Panjchir.

- Anaba - anciennement partie du district de Panjchir
- Bazarak - anciennement partie du district de Panjchir
- Darah - anciennement partie du district de Hisa Duwum Panjsher
- Khenj - anciennement partie du district de Hisa Awal Panjsher
- Paryan - anciennement partie du district de Hisa Awal Panjsher
- Rokha - créé à partir des districts de Hisa Duwum Panjchir et Panjchir
- Shotul - anciennement partie du district de Panjchir

#### Province deParwân
- Bagram
- Chaharikar
- Ghorband
- Jabal Saraj
- Kohi Safi
- Salang

Districts de Parwân.

- Sayed Khel - anciennement partie du district de Jabul Saraj
- Shekh Ali
- Shinwari
- Surkhi Parsa

#### Province deWardak
- Chaki Wardak
- Day Mirdad
- Hisa-I-Awali Bihsud

Districts de Wardak.

- Jaghatu - anciennement partie de la province de Ghazni
- Jalrez
- Markazi Bihsud
- Maydan Shahr
- Nirkh
- Saydabad

### Centre-Ouest afghan

#### Province deBâdghîs

Districts de Bâdghîs.

- Ab Kamari
- Ghormach
- Jawand
- Muqur
- Murghab
- Qadis
- Qala-I-Naw

#### Province deBâmiyân
- Bamyan

Districts de Bâmiyân.

- Kahmard - anciennement partie de la province de Baghlan
- Panjab
- Sayghan - anciennement partie du district de Kahmard et de la province de Baghlan
- Shibar
- Waras
- Yakawlang

#### Province deFarâh

Districts de Farâh.

- Anâr Darreh
- Bakwa
- Bala Buluk
- Farâh
- Gulistan
- Khak e Safid
- Lash wa Juwayn
- Pur Chaman
- Push e Rod
- Qala i Kah
- Shib Koh

#### Province deGhôr
- Chaghcharan
- Charsada - anciennement partie du district de Chaghcharan
- Dawlat Yar - anciennement partie du district de Chaghcharan
- Du Layna - anciennement partie du district de Chaghcharan
- Lal Wa Sarjangal
- Pasaband
- Saghar
- Shahrak
- Taywara
- Tulak

#### Province deHérât

Districts de Hérât.

- Adraskan
- Chishti Sharif
- Farsi
- Ghoryan
- Gulran
- Guzara
- Hérât
- Enjil
- Karukh
- Kohsan
- Kushk
- Kushki Kuhna
- Obe
- Pashtun Zarghun
- Shindand
- Zinda Jan

## Sud de l'Afghanistan

### Sud-est afghan

#### Province deGhazni
- Ab Band
- Ajristan
- Andar
- Dih Yak
- Gelan
- Ghazni City
- Giro
- Jeghatoo (Waeez Shahid)
- Jaghuri

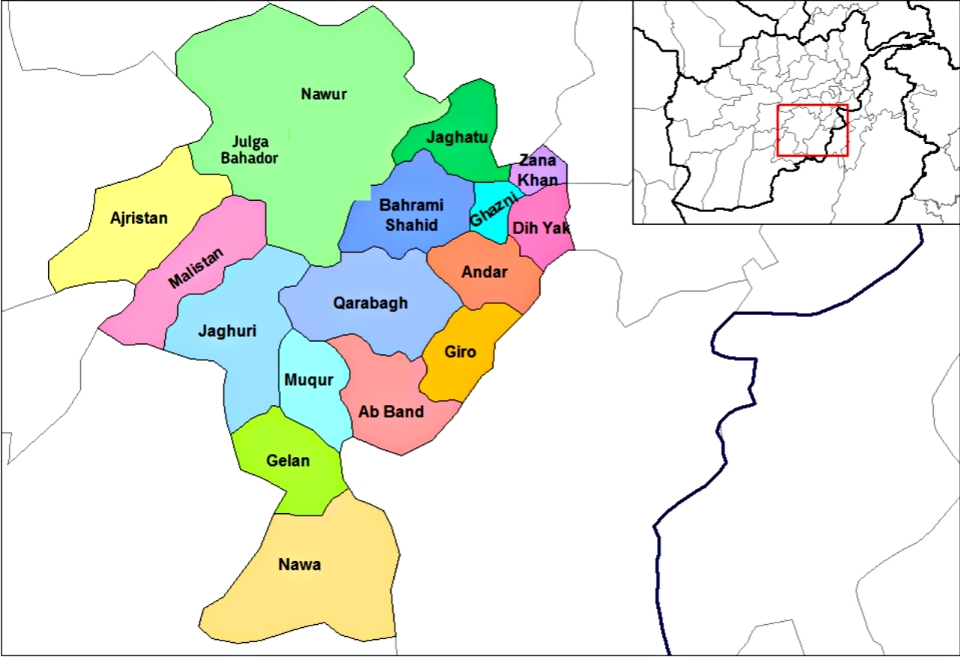
Districts de Ghazni.

- Khugiani - créé à partir des districts de Waeez Shahid et Ghazni
- Khwaja Umari - anciennement partie du district de Waeez Shahid
- Malistan
- Muqur
- Nawa
- Nawur
- Qarabagh
- Rashidan - anciennement partie du district de Waeez Shahid
- Waghaz - anciennement partie du district de Muqur
- Zana Khan

#### Province deKhôst
- Bäk
- Gurbuz
- Jaji Maydan
- Khost (Matun)
- Mando Zayi
- Musa Khel
- Nadir Shah Kot
- Qalandar
- Sabari

Districts de Khôst.

- Shamal - anciennement partie de la province de Paktia
- Spera
- Tani
- Tere Zayi

#### Province dePaktiyâ

Districts de Paktiyâ.

- Ahmadabad - anciennement partie du district de Sayed Karam
- Chamkani
- Dand Wa Patan
- Gardez
- Jaji
- Jani Khel
- Lazha Ahmad Khel
- Sayed Karam
- Shwak
- Wuza Zadran
- Zurmat

#### Province dePaktîkâ
- Barmal
- Dila
- Gayan
- Gomal

Districts de Paktîkâ.

- Jani Khel - anciennement partie du district de Zarghun Shahr
- Mata Khan
- Nika
- Omna
- Sar Hawza
- Sarobi
- Sharan
- Terwa - anciennement partie du district de Waza Khwa
- Urgun
- Waza Khwa
- Wor Mamay
- Yahya Khel - anciennement partie du district de Zarghun Shahr
- Yosuf Khel - anciennement partie du district de Zarghun Shahr
- Zarghun Shahr
- Ziruk

### Sud-Ouest afghan

#### Province deDeykandi

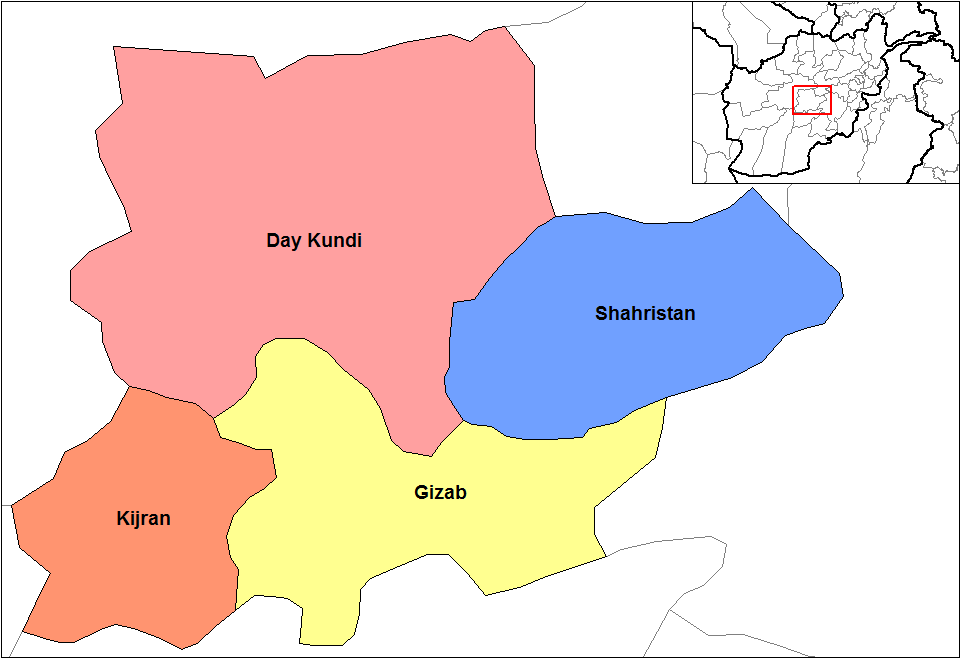
Districts de Deykandi.

- Gizab - anciennement partie de la province de Oruzgan
- Ishtarlay - anciennement partie du district de Daykundi; shifted from Oruzgan Province
- Kajran - shifted from Oruzgan Province
- Khadir - anciennement partie du district de Daykundi et de la province de Oruzgan
- Kiti - anciennement partie du district de Kajran et de la province de Oruzgan
- Miramor - anciennement partie du district de Sharistan et de la province de Oruzgan
- Nili - anciennement partie du district de Daykundi et de la province de Oruzgan
- Sangtakht - anciennement partie du district de Daykundi et de la province de Oruzgan
- Shahristan - anciennement partie de la province de Oruzgan

#### Province deHelmand

Districts de Helmand.

- Baghran
- Dishu
- Garmsir
- Gerishk
- Kajaki
- Khanashin
- Lashkargah
- Musa Qala
- Nad Ali
- Nawa-I-Barakzayi
- Nawzad
- Sangin
- Washir

#### Province deKandahâr
- Arghandab
- Arghistan
- Daman
- Ghorak
- Kandahâr
- Khakrez
- Maruf
- Maywand

Districts de Kandahâr.

- Miyan Nasheen - anciennement partie du district de Shah Wali Kot
- Naish - anciennement partie de la province de Oruzgan
- Panjwaye
- Reg
- Shah Wali Kot
- Shorabak
- Spin Boldak
- Zhari - créé à partir des districts de Maywand et Panjwaye

#### Province deNimrôz

Districts de Nimrôz.

- Chahar Burjak
- Chakhansur
- Kang
- Khash Rod
- Zaranj

#### Province deOrozgân

Districts de Orozgân.

- Chora
- Deh Rahwod
- Khas Uruzgan
- Shahidi Hassas
- Tarin Kôt

#### Province deZâbol
- Argahandab
- Atghar
- Daychopan

Districts de Zâbol.

- Kakar - anciennement partie du district de Argahandab
- Mizan
- Naw Bahar - créé à partir des districts de Shamulzuyi et Shinkay
- Qalat
- Shahjoy
- Shamulzayi
- Shinkay
- Tarnak Wa Jaldak